# 般師
公孙般师（？—？），姬姓，名般師，或作班师、斑师，為春秋諸侯國衞國君主之一，是衞襄公的孙子。
廢太子蒯聵與其子衛出公爭位，衛出公出奔。蒯聵得以篡位，是為卫后庄公，而其後與晋国交戰，晋將赵鞅立公孙般师為衛君，后莊公出逃。
齊國討伐衞國，俘虜了般師，改立公子起為君，是為衛君起。
| 前任： 衞後莊公 | 春秋衞國君主 前477年 | 繼任： 衛君起 |